# Psicolinguística
Psicolinguística é o nome dado ao estudo das conexões de linguagem e mente que começou a tornar-se destacável como uma disciplina autônoma na década de 1950. O estudo não se volta à Psicologia da Linguagem por seu objeto e simples metodologia, apesar de muitos teóricos afirmarem que a Psicolinguística é um ramo interdisciplinar da Psicologia e da Linguística. De alguma maneira, seu aparecimento foi promovido pela insistência com que o linguista Noam Chomsky defendeu naquela época que a linguística precisava ser encarada como parte da psicologia cognitiva, além de outros fatores como o interesse crescente da Linguística pela questão da aquisição da linguagem.
A psicolinguística analisa qualquer processo que diz respeito à comunicação humana, mediante o uso da linguagem (seja ela de forma oral, escrita, gestual, etc). Essa ciência também estuda os fatores que afetam a decodificação, isto é, as estruturas psicológicas que nos capacitam a entender expressões, palavras, orações, textos.
A comunicação humana pode ser considerada uma contínua percepção-compreensão-produção. A riqueza da linguagem faz com que esse contínuo ciclo processe-se de várias maneiras. Por essa razão, dependendo da modalidade, visual ou auditiva do estímulo externo, as etapas sensoriais em percepção serão diferentes. Também existe variabilidade na produção da linguagem; podemos falar, gesticular ou escrever.
Outras áreas da psicolinguística são centradas em temas como a origem da linguagem no ser humano. Algumas áreas analisam o processo de aquisição da língua materna e também a aquisição de uma língua estrangeira. Segundo Noam Chomsky, o mesmo que foi citado acima, teórico de destaque na escola inatista, os seres humanos possuem uma Gramática Universal inata (conceito abstrato que abrange todas as línguas humanas). Já os humanos funcionalistas, que se opõem a essa corrente de estudos, afirmam que a aquisição da linguagem somente ocorre através do contato social.
Em suma, conclui-se que a psicolinguística se interessa pela produção e compreensão da linguagem humana. A ideia é saber o que se passa na cabeça de um falante quando este fala ou ouve, tarefas estas que dizem respeito à comunicação humana.

## Psicolinguística e Língua de Sinais
Na tentativa de buscar respostas aos problemas levantados sobre o processamento linguístico, muitos psicolinguistas têm criado teorias, modelos de processamento ou mesmo formulado hipóteses que são testadas com experimentos. 
Atualmente, um grande número de psicolinguistas têm se dedicado a compreender o processamento das línguas de sinais. Uma das principais representantes dessa categoria é Karen Emmorey que, juntamente com sua equipe de trabalho, tem desenvolvido diversos projetos, tais como:
- 1) Organização funcional neural para a linguagem – trabalho associado aos avanços da neurociência;
- 2) Estudos psicolinguísticos;
- 3) Percepção e produção em ASL: evidências das pistas oculares;
- 4) Relação entre linguagem e cognição – investigação sobre os efeitos de modalidade sobre a percepção espacial cognitiva e linguística;
- 5) Bilinguismo bimodal;
- 6) Soletração manual e leitura.

Os aspectos investigados no subtópico 2 correspondem às seguintes indagações:
- Modelos de produção de fala podem ser aplicados na produção sinalizada?
- Como os sinalizantes monitoram sua saída linguística, evitando erros de sinalização?
- Como a cinesiologia da língua de sinais é representada e acessada no léxico mental?
- Como a percepção da fala difere da percepção sinalizada?
- Falantes e sinalizantes podem falar sobre espaço da mesma maneira?
- Como os sinalizantes entendem pronomes espaciais?
- Sinalizantes gestualizam?

Como podemos depreender, a evolução dos achados em psicolinguística levou à ampliação das pesquisas a fim de contemplar os processos heteróclitos da linguagem verbal. Não obstante, o fato de atualmente podermos visualizar as transformações linguísticas que vêm sofrendo as línguas de sinais testificam que o cérebro humano é uma incomparável máquina capaz de lidar com ininterruptas cadeias de significações. Embora ainda insuficientes, os testes em psicolinguística estão sendo aprimorados a fim de abranger as línguas cinésico-visuais, grosso modo, serão ampliadas de forma a abranger múltiplos fenômenos o que chamamos de ciências visuais.

## Origem e desenvolvimento da Psicolinguística

### O nascimento da psicolinguística[1]
Costuma-se associar — erroneamente — o surgimento da Psicolinguística ao advento da linguística gerativa na década de 1950 com Noam Chomsky. Apesar do impulso gerado pela Revolução Cognitiva desta época, a exploração empírica de como falamos e compreendemos, as ideias sobre os processamentos cognitivos envolvidos na linguagem são muito mais antigas. E a respeito da História da Psicolinguística - na era pré-chomskyana — título do livro de Levelt (2013) — o autor deste afirma:
Foi através da cooperação de George Miller e Noam Chomsky que, no final da década de 1950, um novo marco crucial foi erguido na história da psicolinguística. Em contraste com Zellig Harris, eles proclamaram que uma gramática generativa é “psicologicamente real”, isto é, é uma maquinaria mental cujo estudo é um “capítulo da psicologia”. Essa história, no entanto, não será contada neste livro. Em vez disso, estas páginas demonstrarão que esta revolução de Chomsky e Miller fez com que a psicolinguística voltasse às suas raízes históricas e mentalistas. 
Assim, podemos considerar que estas bases da Psicolinguística surgem, principalmente, a partir do século XVIII. Levelt (2013) divide tais raízes em 4 áreas de estudos que fundamentaram e possibilitaram o surgimento da Psicolinguística moderna, sendo estas: as origens, o funcionamento cerebral e a aquisição da linguagem, e a pesquisa experimental sobre a percepção e a produção da fala. Conforme descrição do próprio autor (Levelt, 2013, p. 19-20):
- A primeira, raiz linguística da psicolinguística, que se baseava na busca pelas origens da linguagem. Foi desencadeado pela descoberta da família de línguas indo-europeias no final do século XVIII.
- A segunda raiz, também originada no final do século XVIII, foi o estudo empírico da linguagem no cérebro; tornou-se uma ciência avançada durante a segunda metade do século XIX, especialmente após as descobertas de Broca e Wernicke.
- A terceira raiz é formada pelo estudo empírico da aquisição da linguagem pela criança. Recebeu alguma atenção intermitente desde que Rousseau publicou pela primeira vez o seu Émile em 1762, mas tornou-se objecto de estudo empírico sistemático, quase uma moda passageira, depois de Taine e Darwin publicarem as suas notas biográficas de desenvolvimento em 1877.
- A quarta e mais jovem raiz da disciplina recém-surgida consistia nas abordagens experimentais e de erros de fala para a produção e percepção da linguagem de adultos normais. A elegante descoberta experimental e manipulação da “velocidade de processamento mental” por Franciscus Donders em 1865 forneceu a base para um novo paradigma de pesquisa em psicolinguística experimental, a “cronometria mental”, a medição dos tempos de reação. Foi amplamente aplicado no primeiro laboratório psicológico do mundo em Leipzig, que Wilhelm Wundt fundou em 1879. Rudolf Meringer, finalmente, foi o pioneiro na análise moderna de erros de fala produzidos espontaneamente no final da década de 1890.

Já a Psicolinguística, enquanto disciplina formalmente estabelecida, nasceu da interdisciplinaridade estre duas outras ciências: a psicologia e a linguística.
Embora houvesse psicólogos que se baseavam nas teorias linguísticas que adotavam os princípios teóricos da psicologia, o diálogo entre as duas não se efetivava. Segundo Baliero Jr. (2003: 173):
"Na Psicologia, os estudos buscavam estabelecer as relações entre a organização do sistema linguístico e a organização do pensamento, por meio do recurso à teoria e à pesquisa linguística (...) Na Linguística, por outro lado, já havia uma busca anterior pela teoria psicológica, especialmente por meio dos introdutores do método histórico em Linguística, entre os quais Hermann Paul, que tentaram apoiar no associacionismo psicológico suas explicações para as mudanças linguísticas."
Para que a caracterização das duas áreas como áreas que têm os aspectos da linguagem como interesse comum fosse aplicada, era necessário que houvesse, entre ambas, uma linguagem comum, o que não foi efetivado devido a ascensão do comportamentalismo na psicologia e a eliminação da semântica do esboço da pesquisa linguística por estruturalistas como Leonard Bloomfield.

### A psicolinguística e a Revolução Cognitiva
Após a Segunda Guerra Mundial, havia uma grande necessidade de desenvolver conhecimento sobre os sistemas de informação. A psicolinguística, disciplina relativamente nova, advinda da interdisciplinaridade entre a psicologia e a linguística, consubstanciou-se em dois importantes seminários que reuniram psicólogos, linguistas e antropólogos.
Neste seminário de verão, da Universidade de Cornell, que aconteceu do dia 18 de junho ao dia 10 de agosto de 1951, foi concluído por alguns especialistas que a psicolinguística estava pronta para vir à luz do mundo científico, tendo sido ela considerada e registrada como ciência autônoma em um encontro de verão na Universidade de Indiana em 1953.
Os estudiosos responsáveis pelo nascimento da psicolinguística foram os psicólogos Osgood, Caroll e Miller e os linguistas Sebeok e Lounsbury. Dessa colaboração, originou-se o livro Psicolinguistcs, no qual se encontravam as bases pragmáticas e as sínteses das teorias multidisciplinares que as embasaram.
Embora o termo psicolinguística tenha sido usado pela primeira vez em meados do século XX, Wilhelm Wundt, no final do século XIX, já havia realizado em seu laboratório da Universidade de Leipzig vários estudos de interesse teórico e experimental sobre a psicologia da sentença e outros temas de interesse psicolinguístico.

### A psicolinguística e Noam Chomsky
Em 1957, Chomsky publica o livro Syntatic Strutures, onde lança mão da sua gramática gerativa. Além disso, com uma resenha crítica do livro Verbal Behavior (1959), de B.F. Skinner, Chomsky promove uma grande mudança no campo da psicolinguística mundial.
É por intermédio de Chomsky que a ideia de energeia de Wilhelm von Humboldt ressurge, pois considera a língua enquanto atividade dinâmica e retoma o que chamará de "problema de Platão" no âmbito da revolução cognitivista, a saber: como podemos saber tanto, se temos tão poucas evidências externas? Chomsky propõe que a mente humana é rica em estrutura, ao contrário dos behavioristas, que consideravam a mente humana uma tábula rasa, e lança o desafio de que a intuição linguística do falante pode servir de meio para acessar o conhecimento linguístico internalizado, permitindo estudar esta capacidade mental humana que nos capacita a produzir e a compreender fases nunca ditas antes.
A mudança maior se dá na alteração do foco. No estruturalismo, o foco centrava-se nos corpora, mas, na psicolinguística, passa a ser uma investigação de processos cognitivos que geram tais dados, inaugurando uma fase mentalista da disciplina. Chomsky propõe que, além de se analisarem dados de corpora, sejam feitos julgamentos de gramaticalidade por parte dos falantes. Para Chomsky, a linguística faz parte da psicologia, já que é uma disciplina de caráter mentalista. O cerne da questão para ele é a dicotomia competência/desempenho. Para o linguista, a caracterização da competência só pode ser feita se antes houver uma investigação do desempenho, e é o que os linguistas e psicolinguistas passaram a fazer a partir desse momento.

### A Psicolinguística de vertente cognitiva nos anos 60
A Psicolinguística de vertente cognitiva não foi bem-sucedida nos anos 60. Apesar do contato, propiciado pela DTC, da Linguística Teórica (Gramática Transformacional) com a de método experimental, houve o desencontro dos resultados experimentais com as expectativas da Gramática Transformacional, momento que ficou conhecido como ‘Crise da DTC’.  
Em síntese, passado os bons resultados iniciais, as expectativas teóricas e previsões da DTC não correspondiam com os resultados experimentais. A exemplo disto temos os resultados obtidos por McKean e Miller (1964) — precursores da DTC — que no caso das passivas, só era observado nas reversíveis (Slobin, 1966). Algumas previsões erradas, como o aumento na complexidade transformacional — resultante da Extraposition e Heavy NP shift — que não implicava em sentenças mais complexas e de compreensão mais custosa. Estes e outros problemas resultaram no abandono da DTC — ou sua reorganização — e no distanciamento entre a (e.g. encaixamento de sentenças pelo meio) linguística teórica e a experimentação.

### Psicolinguística no Brasil
Leonor Scliar-Cabral, em entrevista a revista Revel (2008), fala que os primeiros estudos que impactaram a área das pesquisas psicolinguísticas no Brasil se originaram com os esforços acadêmicos de mestrandos e doutorandos nos anos 70, tais como Lemos (1975, 1987), com doutorado na Universidade de Edinburgh, orientado por Lyons; Scliar-Cabral (1977 a, b, c), com doutorado na USP, orientado por Geraldina Witter e Albano (1975, então Motta Maia), com mestrado pela UFRJ, orientada por Heye e, posteriormente, com doutorado pela Universidade de Brown.
Atualmente, a psicolinguística no Brasil vem crescendo cada vez mais. Em 2015, o linguista Marcus Maia, pesquisador da Universidade Federal do Rio de Janeiro, lançou o livro Psicolinguística, Psicolinguísticas: uma introdução, em que faz uma leitura geral sobre as diversas angulações que a psicolinguística pode assumir, como o processamento de frases, a computação gramatical, o processamento anafórico, o processamento de palavras, a alfabetização, a leitura, a descrição gramatical, o processamento de segunda língua, a neurociência da linguagem e a neurociência cognitiva. Todos os temas são analisados com um foco unificador: a psicolinguística como ciência da cognição da linguagem.

### Área de interesse da Psicolinguística
"A psicolinguística tem interesse em saber como a estrutura linguística está ligada ao uso da linguagem verbal. Ela quer entender e explicar a estrutura mental e os processos envolvidos no uso de uma língua." (Scliar-Cabral, 1991:9). O interesse primordial dos psicolinguistas é o conhecimento e capacidades subjacentes que a pessoa deve ter para usar uma língua e para aprender a usá-la na infância ou na aquisição de novas línguas. A principal tarefa desses estudiosos é construir modelos de processos que fazem uso do conhecimento armazenado.
A metodologia utilizada pela psicolinguística é indutivo e dedutivo, pois tem o objetivo de chegar às generalizações. Os pesquisadores recorrem a procedimentos indiretos a fim de compreender como o cérebro organiza a atividade verbal testando hipóteses e buscando generalizações que expliquem a maneira como se dá o processamento das tarefas, já que os mecanismos mentais não são operações verificáveis de forma direta. Para esse fim, a psicolinguística utiliza como procedimentos a experimentação e a observação clínica das pessoas.

#### Aquisição da linguagem
Artigo principal: Aquisição da linguagem
Embora ainda haja muito debate, existem duas teorias principais sobre a aquisição de linguagem na infância:
- a perspectiva comportamentalista, segundo a qual toda a linguagem deve ser aprendida pela criança; e
- a perspectiva inatista, que acredita que o sistema abstrato da linguagem não pode ser aprendido, mas que os humanos possuem uma faculdade linguística inata ou acesso ao que foi chamado de "Gramática universal".

A perspectiva inatista começou em 1959 com a crítica de Noam Chomsky à obra Verbal Behavior (1957) de B. F. Skinner. Essa resenha ajudou a iniciar o que foi chamado de Revolução cognitiva na psicologia. Chomsky postulou que os humanos possuem uma habilidade especial e inata para a linguagem e que recursos sintáticos complexos, como a recursividade, são “pré-estabelecidos” no cérebro. Essas habilidades estariam além do alcance até mesmo dos animais mais inteligentes e sociais. Quando Chomsky afirmou que crianças que adquirem uma língua têm um vasto espaço de busca a explorar entre todas as gramáticas humanas possíveis, não havia evidência de que recebessem estímulo suficiente para aprender todas as regras de sua língua. Portanto, deve haver algum outro mecanismo inato que confira aos humanos a capacidade de aprender a linguagem. De acordo com a "Hipótese do inatismo", tal faculdade linguística é o que define a linguagem humana e a torna diferente de outras formas de comunicação animal, por mais sofisticadas que sejam.
O campo da linguística e da psicolinguística tem sido, desde então, definido por reações a favor e contra Chomsky. A visão favorável a Chomsky ainda sustenta que a capacidade humana de usar a linguagem (especificamente a de usar a recursão) é qualitativamente diferente de qualquer habilidade animal observada em outras espécies.
A visão de que a linguagem deve ser aprendida era especialmente popular antes de 1960 e é bem representada pelas teorias mentalistas de Jean Piaget e pelo empirista Rudolf Carnap. Da mesma forma, a escola comportamentalista da psicologia defende que a linguagem é um comportamento moldado por respostas condicionadas; portanto, é aprendida. A visão de que a linguagem pode ser aprendida teve um ressurgimento recente inspirado pelo emergentismo. Essa visão desafia a perspectiva “inata” como cientificamente não falseável, ou seja, que não pode ser testada. 
Com o avanço da tecnologia computacional desde a década de 1980, pesquisadores também têm sido capazes de simular a aquisição de linguagem usando modelos de redes neurais.

#### Processamento de leitura
Uma questão no campo da compreensão da linguagem é como as pessoas entendem frases enquanto as leem (isto é, o processamento da sentença). Pesquisas experimentais geraram várias teorias sobre a arquitetura e os mecanismos da compreensão de sentenças. Essas teorias geralmente se preocupam com os tipos de informação contidos na sentença que o leitor pode usar para construir significado e o momento em que essa informação se torna disponível. Questões como o processamento “modular” versus “interativo” são divisões teóricas no campo.
A visão modular do processamento da sentença assume que as etapas envolvidas na leitura de uma frase funcionam de forma independente, como módulos separados. Esses módulos têm interação limitada entre si. Por exemplo, uma teoria influente do processamento da sentença, a "Teoria do Garden Path", afirma que a análise sintática ocorre primeiro. Segundo essa teoria, enquanto o leitor lê uma frase, ele cria a estrutura mais simples possível, para minimizar o esforço e a carga cognitiva. Isso é feito sem qualquer entrada da análise semântica ou informações dependentes do contexto. Esse comprometimento com uma primeira estrutura identificada ocorre mesmo que resulte numa situação improvável. Segundo essa teoria “sintaxe primeiro”, a informação semântica é processada numa etapa posterior. Só depois o leitor percebe que precisa revisar a análise inicial.  Essa reanálise é custosa e contribui para um tempo de leitura mais lento. 
Um estudo de 2024 sugere que, em tarefas de leitura auto-monitorada, os participantes progressivamente liam mais rápido e recordavam informações com mais precisão, sugerindo que a adaptação à tarefa é motivada por processos de aprendizagem e não por queda de motivação.
Em contraste com a visão modular, uma teoria interativa do processamento da sentença, como a abordagem lexical baseada em restrições, assume que toda informação disponível contida numa frase pode ser processada a qualquer momento. Na visão interativa, a semântica de uma sentença (como a plausibilidade) pode atuar cedo para ajudar a determinar sua estrutura. Há dados que apoiam ambas as visões, modular e interativa; potanto, trata-se de um debate em aberto.
Quando lemos, as sacadas podem fazer com que a mente pule palavras porque não as considera importantes para a frase, omitindo-as completamente ou substituindo-as pela palavra errada. Isso pode ser visto em "Paris in the the spring" (“Paris está na na primavera”). Esse é um teste psicológico comum, onde a mente frequentemente pula o segundo 'the' (no exemplo traduzido, “na”), especialmente quando há uma quebra de linha entre os dois.